# 吉川英治文学新人賞
吉川英治文学新人賞（よしかわえいじぶんがくしんじんしょう）は、公益財団法人吉川英治国民文化振興会が主催し、講談社が後援する1980年から創設された非公募の作家に贈られる文学賞。以降年1回発表されている。
毎年1月1日から12月31日までに、新聞、雑誌、単行本等に優秀な小説を発表した作家の中から、最も将来性のある新人作家に贈る。
候補作家の選出は、作家、画家、批評家および各出版社の編集長、新聞社学芸部長・文化部長、ラジオ・テレビ・映画関係者、一般文化人ら数百人に文章で推薦を依頼される。
候補作家の発表は2月上旬、受賞の発表は3月上旬。
受賞は選考委員の合議によって決定される。受賞者には正賞として賞牌、副賞として100万円と置時計が授与される。新人賞という名ではあるが、実態としては中堅以上の作家が候補者・受賞者の多くを占め、デビュー30年近いベテランの受賞者も存在する。比較的選考委員が固定された賞で、最初の17年間はまったく交代がなかった。

## 受賞作一覧

### 第1回から第10回
| 回（年）         | 賞   | 受賞・候補者 | 受賞・候補作                 | 刊行                     |
| ---------------- | ---- | ------------ | ---------------------------- | ------------------------ |
| 第1回（1980年）  | 受賞 | 加堂秀三     | 『涸瀧』                     | 1979年9月 文藝春秋       |
| 第1回（1980年）  | 受賞 | 田中光二     | 『黄金の罠』                 | 1979年9月 祥伝社         |
| 第1回（1980年）  | 候補 | 伴野朗       | 『九頭の龍』                 | 1979年4月 講談社         |
| 第1回（1980年）  | 候補 | 南原幹雄     | 『修羅の絵師』               | 1979年4月 講談社         |
| 第1回（1980年）  | 候補 | 山田智彦     | 『クレムリン銀行』           | 1979年10月 角川書店      |
| 第1回（1980年）  | 候補 | 山田正紀     | 『竜の眠る浜辺』             | 1979年5月 双葉社         |
| 第2回（1981年）  | 受賞 | 栗本薫       | 『絃の聖域』                 | 1980年8月 講談社         |
| 第2回（1981年）  | 受賞 | 南原幹雄     | 『闇と影の百年戦争』         | 1980年10月 集英社        |
| 第2回（1981年）  | 候補 | 赤江瀑       | 『アンダルシア幻花祭』       | 1980年11月 講談社        |
| 第2回（1981年）  | 候補 | 赤川次郎     | 『三毛猫ホームズの怪談』     | 1980年12月 光文社        |
| 第2回（1981年）  | 候補 | 泡坂妻夫     | 『花嫁のさけび』             | 1980年1月 講談社         |
| 第2回（1981年）  | 候補 | 高杉良       | 『大逆転！』                 | 1980年7月 日本経済新聞社 |
| 第2回（1981年）  | 候補 | 山田正紀     | 『ツングース特命隊』         | 1980年11月 講談社        |
| 第3回（1982年）  | 受賞 | 澤田ふじ子   | 『陸奥甲冑記』               | 1981年1月 講談社         |
| 第3回（1982年）  | 受賞 | 澤田ふじ子   | 『寂野』                     | 1981年4月 講談社         |
| 第3回（1982年）  | 候補 | 連城三紀彦   | 『変調二人羽織』             | 1981年9月 講談社         |
| 第4回（1983年）  | 受賞 | 赤瀬川隼     | 『球は転々宇宙間』           | 1982年7月 文藝春秋       |
| 第4回（1983年）  | 受賞 | 北方謙三     | 『眠りなき夜』               | 1982年10月 集英社        |
| 第4回（1983年）  | 候補 | 井沢元彦     | 『復活一九八五』             | 1982年8月 角川書店       |
| 第4回（1983年）  | 候補 | 広瀬仁紀     | 『談合』                     | 1982年8月 角川書店       |
| 第4回（1983年）  | 候補 | 連城三紀彦   | 『密やかな喪服』             | 1982年6月 講談社         |
| 第4回（1983年）  | 候補 | 山田正紀     | 『風の七人』                 | 1982年5月 講談社         |
| 第5回（1984年）  | 受賞 | 連城三紀彦   | 『宵待草夜情』               | 1983年8月 新潮社         |
| 第5回（1984年）  | 受賞 | 山口洋子     | 『プライベート・ライブ』     | 1983年9月 講談社         |
| 第5回（1984年）  | 候補 | 海老沢泰久   | 『スーパースター』           | 1983年10月 文藝春秋      |
| 第5回（1984年）  | 候補 | 岡嶋二人     | 『あした天気にしておくれ』   | 1983年10月 講談社        |
| 第5回（1984年）  | 候補 | 志水辰夫     | 『裂けて海峡』               | 1983年1月 講談社         |
| 第6回（1985年）  | 受賞 | 船戸与一     | 『山猫の夏』                 | 1984年8月 講談社         |
| 第6回（1985年）  | 候補 | 島田荘司     | 『漱石と倫敦ミイラ殺人事件』 | 1984年9月 集英社         |
| 第6回（1985年）  | 候補 | 志水辰夫     | 『散る花もあり』             | 1984年5月 講談社         |
| 第6回（1985年）  | 候補 | 林真理子     | 『星に願いを』               | 1984年1月 講談社         |
| 第6回（1985年）  | 候補 | 夢枕獏       | 『悪夢喰らい』               | 1984年10月 角川書店      |
| 第7回（1986年）  | 受賞 | 高橋克彦     | 『総門谷』【上下】           | 1985年10月 講談社        |
| 第8回（1987年）  | 受賞 | 景山民夫     | 『虎口からの脱出』           | 1986年12月 新潮社        |
| 第8回（1987年）  | 候補 | 清水義範     | 『蕎麦ときしめん』           | 1986年11月 講談社        |
| 第9回（1988年）  | 受賞 | 清水義範     | 『国語入試問題必勝法』       | 1987年10月 講談社        |
| 第10回（1989年） | 受賞 | 椎名誠       | 『犬の系譜』                 | 1988年1月 講談社         |
| 第10回（1989年） | 受賞 | 岡嶋二人     | 『99％の誘拐』               | 1988年10月 徳間書店      |

### 第11回から第20回
| 回（年）         | 賞   | 受賞・候補者 | 受賞・候補作                  | 刊行                   |
| ---------------- | ---- | ------------ | ----------------------------- | ---------------------- |
| 第11回（1990年） | 受賞 | 小杉健治     | 『土俵を走る殺意』            | 1989年5月 新潮社       |
| 第11回（1990年） | 候補 | 安西水丸     | 『70パーセントの青空』        | 1989年10月 角川書店    |
| 第11回（1990年） | 候補 | 井沢元彦     | 『義経はここにいる』          | 1989年10月 講談社      |
| 第11回（1990年） | 候補 | 伊集院静     | 『三年坂』                    | 1989年9月 講談社       |
| 第11回（1990年） | 候補 | 海老沢泰久   | 『孤立無援の名誉』            | 1989年11月 講談社      |
| 第11回（1990年） | 候補 | 原田宗典     | 『スメル男』                  | 1989年4月 講談社       |
| 第11回（1990年） | 候補 | 東野圭吾     | 『鳥人計画』                  | 1989年5月 新潮社       |
| 第12回（1991年） | 受賞 | 伊集院静     | 『乳房』                      | 1990年10月 講談社      |
| 第12回（1991年） | 受賞 | 大沢在昌     | 『新宿鮫』                    | 1990年9月 光文社       |
| 第12回（1991年） | 候補 | 綾辻行人     | 『霧越邸殺人事件』            | 1990年9月 新潮社       |
| 第12回（1991年） | 候補 | 多島斗志之   | 『クリスマス黙示録』          | 1990年12月 新潮社      |
| 第12回（1991年） | 候補 | 永倉万治     | 『陽差しの関係』              | 1990年9月 講談社       |
| 第12回（1991年） | 候補 | 樋口有介     | 『彼女はたぶん魔法を使う』    | 1990年4月 講談社       |
| 第13回（1992年） | 受賞 | 中島らも     | 『今夜、すべてのバーで』      | 1991年3月 講談社       |
| 第13回（1992年） | 受賞 | 宮部みゆき   | 『本所深川ふしぎ草紙』        | 1991年4月 新人物往来社 |
| 第13回（1992年） | 候補 | 安部龍太郎   | 『黄金海流』                  | 1991年11月 新潮社      |
| 第13回（1992年） | 候補 | 綾辻行人     | 『時計館の殺人』              | 1991年9月 講談社       |
| 第13回（1992年） | 候補 | 樋口有介     | 『夏の口紅』                  | 1991年10月 角川書店    |
| 第14回（1993年） | 受賞 | 帚木蓬生     | 『三たびの海峡』              | 1992年4月 新潮社       |
| 第14回（1993年） | 候補 | 北村薫       | 『六の宮の姫君』              | 1992年4月 東京創元社   |
| 第14回（1993年） | 候補 | 黒川博行     | 『封印』                      | 1992年12月 文藝春秋    |
| 第14回（1993年） | 候補 | 佐藤雅美     | 『影帳』                      | 1992年8月 講談社       |
| 第14回（1993年） | 候補 | 高村薫       | 『わが手に拳銃を』            | 1992年3月 講談社       |
| 第14回（1993年） | 候補 | 中村隆資     | 『天下を呑んだ男』            | 1992年11月 講談社      |
| 第15回（1994年） | 受賞 | 薄井ゆうじ   | 『樹の上の草魚』              | 1993年8月 講談社       |
| 第15回（1994年） | 受賞 | 東郷隆       | 『大砲松』                    | 1993年12月 講談社      |
| 第15回（1994年） | 候補 | 斎藤純       | 『百万ドルの幻聴』            | 1993年12月 新潮社      |
| 第15回（1994年） | 候補 | 真保裕一     | 『震源』                      | 1993年10月 講談社      |
| 第15回（1994年） | 候補 | 永倉万治     | 『結婚しよう』                | 1993年1月 新潮社       |
| 第15回（1994年） | 候補 | 中村彰彦     | 『遊撃隊始末』                | 1993年5月 文藝春秋     |
| 第15回（1994年） | 候補 | 山口雅也     | 『キッド・ピストルズの妄想』  | 1993年10月 東京創元社  |
| 第16回（1995年） | 受賞 | 浅田次郎     | 『地下鉄に乗って』            | 1994年3月 徳間書店     |
| 第16回（1995年） | 受賞 | 小嵐九八郎   | 『刑務所ものがたり』          | 1994年10月 文藝春秋    |
| 第16回（1995年） | 候補 | 井上祐美子   | 『桃夭記』                    | 1994年10月 徳間書店    |
| 第16回（1995年） | 候補 | 大槻ケンヂ   | 『くるぐる使い』              | 1994年11月 早川書房    |
| 第16回（1995年） | 候補 | 藤水名子     | 『赤壁の宴』                  | 1994年3月 講談社       |
| 第16回（1995年） | 候補 | 山崎洋子     | 『熱月』                      | 1994年12月 講談社      |
| 第17回（1996年） | 受賞 | 真保裕一     | 『ホワイトアウト』            | 1995年9月 新潮社       |
| 第17回（1996年） | 受賞 | 鈴木光司     | 『らせん』                    | 1995年7月 角川書店     |
| 第17回（1996年） | 候補 | 加納朋子     | 『掌の中の小鳥』              | 1995年7月 東京創元社   |
| 第17回（1996年） | 候補 | 永倉万治     | 『黄金バット』                | 1995年3月 講談社       |
| 第17回（1996年） | 候補 | 中嶋博行     | 『違法弁護』                  | 1995年11月 講談社      |
| 第17回（1996年） | 候補 | 東野圭吾     | 『天空の蜂』                  | 1995年11月 講談社      |
| 第18回（1997年） | 受賞 | 馳星周       | 『不夜城』                    | 1996年8月 角川書店     |
| 第18回（1997年） | 受賞 | 服部真澄     | 『鷲の驕り』                  | 1996年12月 祥伝社      |
| 第18回（1997年） | 候補 | 京極夏彦     | 『絡新婦の理』                | 1996年11月 講談社      |
| 第18回（1997年） | 候補 | 重松清       | 『幼な子われらに生まれ』      | 1996年7月 角川書店     |
| 第18回（1997年） | 候補 | 羽山信樹     | 『がえん忠臣蔵』              | 1996年4月 講談社       |
| 第18回（1997年） | 候補 | 東野圭吾     | 『名探偵の掟』                | 1996年2月 講談社       |
| 第19回（1998年） | 受賞 | 花村萬月     | 『皆月』                      | 1997年2月 講談社       |
| 第19回（1998年） | 候補 | 桐野夏生     | 『OUT』                       | 1997年7月 講談社       |
| 第19回（1998年） | 候補 | 黒川博行     | 『疫病神』                    | 1997年3月 新潮社       |
| 第19回（1998年） | 候補 | 佐藤多佳子   | 『しゃべれども しゃべれども』 | 1997年8月 新潮社       |
| 第19回（1998年） | 候補 | 瀬名秀明     | 『BRAIN VALLEY』【上下】      | 1997年12月 角川書店    |
| 第19回（1998年） | 候補 | 藤本ひとみ   | 『侯爵サド』                  | 1997年9月 文藝春秋     |
| 第20回（1999年） | 受賞 | 山本文緒     | 『恋愛中毒』                  | 1998年11月 角川書店    |
| 第20回（1999年） | 候補 | 宇江佐真理   | 『室の梅』                    | 1998年8月 講談社       |
| 第20回（1999年） | 候補 | 乙川優三郎   | 『椿山』                      | 1998年12月 文藝春秋    |
| 第20回（1999年） | 候補 | 中嶋博行     | 『司法戦争』                  | 1998年7月 講談社       |
| 第20回（1999年） | 候補 | 野沢尚       | 『リミット』                  | 1998年6月 講談社       |
| 第20回（1999年） | 候補 | 東野圭吾     | 『秘密』                      | 1998年9月 文藝春秋     |
| 第20回（1999年） | 候補 | 松井今朝子   | 『幕末あどれさん』            | 1998年9月 PHP研究所    |

### 第21回から第30回
| 回（年）         | 賞   | 受賞・候補者 | 受賞・候補作                   | 刊行                      |
| ---------------- | ---- | ------------ | ------------------------------ | ------------------------- |
| 第21回（2000年） | 受賞 | 宇江佐真理   | 『深川恋物語』                 | 1999年9月 集英社          |
| 第21回（2000年） | 候補 | 奥田英朗     | 『最悪』                       | 1999年2月 講談社          |
| 第21回（2000年） | 候補 | 貴志祐介     | 『青の炎』                     | 1999年10月 角川書店       |
| 第21回（2000年） | 候補 | 京極夏彦     | 『百鬼夜行――陰』               | 1999年7月 講談社          |
| 第21回（2000年） | 候補 | 火坂雅志     | 『全宗』                       | 1999年3月 小学館刊        |
| 第21回（2000年） | 候補 | 福井晴敏     | 『亡国のイージス』             | 1999年8月 講談社          |
| 第21回（2000年） | 候補 | 諸田玲子     | 『誰そ彼れ心中』               | 1999年2月 新潮社          |
| 第22回（2001年） | 受賞 | 野沢尚       | 『深紅』                       | 2000年12月 講談社         |
| 第22回（2001年） | 候補 | 池井戸潤     | 『M1』                         | 2000年3月 講談社          |
| 第22回（2001年） | 候補 | 大塚英志     | 『木島日記』                   | 2000年7月 角川書店        |
| 第22回（2001年） | 候補 | 恩田陸       | 『ライオンハート』             | 2000年12月 新潮社         |
| 第22回（2001年） | 候補 | 五條瑛       | 『夢の中の魚』                 | 2000年12月 集英社         |
| 第22回（2001年） | 候補 | 松井今朝子   | 『奴の小万と呼ばれた女』       | 2000年4月 講談社          |
| 第23回（2002年） | 受賞 | 大崎善生     | 『パイロットフィッシュ』       | 2001年10月 角川書店       |
| 第23回（2002年） | 候補 | 恩田陸       | 『黒と茶の幻想』               | 2001年12月 講談社         |
| 第23回（2002年） | 候補 | 藤本ひとみ   | 『ジャンヌ・ダルク暗殺』       | 2001年11月 講談社         |
| 第23回（2002年） | 候補 | 松井今朝子   | 『一の富』                     | 2001年5月 角川春樹事務所  |
| 第23回（2002年） | 候補 | 村山由佳     | 『すべての雲は銀の…』          | 2001年11月 講談社         |
| 第23回（2002年） | 候補 | 諸田玲子     | 『笠雲』                       | 2001年9月 講談社          |
| 第24回（2003年） | 受賞 | 福井晴敏     | 『終戦のローレライ』【上下】   | 2002年12月 講談社         |
| 第24回（2003年） | 受賞 | 諸田玲子     | 『其の一日』                   | 2002年11月 講談社         |
| 第24回（2003年） | 候補 | 荒山徹       | 『魔岩伝説』                   | 2002年9月 祥伝社          |
| 第24回（2003年） | 候補 | 平安寿子     | 『グッドラックららばい』       | 2002年7月 講談社          |
| 第24回（2003年） | 候補 | 本多孝好     | 『MOMENT』                     | 2002年8月 集英社          |
| 第25回（2004年） | 受賞 | 伊坂幸太郎   | 『アヒルと鴨のコインロッカー』 | 2003年11月 東京創元社     |
| 第25回（2004年） | 受賞 | 垣根涼介     | 『ワイルド・ソウル』           | 2003年8月 幻冬舎          |
| 第25回（2004年） | 候補 | 荒山徹       | 『十兵衛両断』                 | 2003年6月 新潮社          |
| 第25回（2004年） | 候補 | 川端裕人     | 『せちやん』                   | 2003年9月 講談社          |
| 第25回（2004年） | 候補 | 瀬尾まいこ   | 『図書館の神様』               | 2003年12月 マガジンハウス |
| 第25回（2004年） | 候補 | 日明恩       | 『鎮火報』                     | 2003年1月 講談社          |
| 第25回（2004年） | 候補 | 本多孝好     | 『FINE DAYS』                  | 2003年3月 祥伝社          |
| 第26回（2005年） | 受賞 | 恩田陸       | 『夜のピクニック』             | 2004年7月 新潮社          |
| 第26回（2005年） | 受賞 | 瀬尾まいこ   | 『幸福な食卓』                 | 2004年11月 講談社         |
| 第26回（2005年） | 候補 | 石黒耀       | 『震災列島』                   | 2004年10月 講談社         |
| 第26回（2005年） | 候補 | 井上荒野     | 『だりや荘』                   | 2004年7月 文藝春秋        |
| 第26回（2005年） | 候補 | 雫井脩介     | 『犯人に告ぐ』                 | 2004年7月 双葉社          |
| 第26回（2005年） | 候補 | 永井するみ   | 『ソナタの夜』                 | 2004年12月 講談社         |
| 第27回（2006年） | 受賞 | 今野敏       | 『隠蔽捜査』                   | 2005年9月 新潮社          |
| 第27回（2006年） | 候補 | 荒山徹       | 『柳生薔薇剣』                 | 2005年9月 朝日新聞社      |
| 第27回（2006年） | 候補 | 井上荒野     | 『誰よりも美しい妻』           | 2005年12月 マガジンハウス |
| 第27回（2006年） | 候補 | 辻村深月     | 『凍りのくじら』               | 2005年11月 講談社         |
| 第27回（2006年） | 候補 | 中島京子     | 『イトウの恋』                 | 2005年3月 講談社          |
| 第27回（2006年） | 候補 | 三羽省吾     | 『厭世フレーバー』             | 2005年8月 文藝春秋        |
| 第28回（2007年） | 受賞 | 佐藤多佳子   | 『一瞬の風になれ』【1 - 3】    | 2006年8月 - 10月 講談社   |
| 第28回（2007年） | 候補 | 池井戸潤     | 『空飛ぶタイヤ』               | 2006年9月 実業之日本社    |
| 第28回（2007年） | 候補 | 桜庭一樹     | 『赤朽葉家の伝説』             | 2006年12月 東京創元社     |
| 第28回（2007年） | 候補 | 中島京子     | 『均ちゃんの失踪』             | 2006年11月 講談社         |
| 第28回（2007年） | 候補 | 山本弘       | 『アイの物語』                 | 2006年5月 角川書店        |
| 第29回（2008年） | 受賞 | 佐藤亜紀     | 『ミノタウロス』               | 2007年5月 講談社          |
| 第29回（2008年） | 候補 | 首藤瓜於     | 『指し手の顔 脳男II』【上下】  | 2007年11月 講談社         |
| 第29回（2008年） | 候補 | 辻村深月     | 『名前探しの放課後』【上下】   | 2007年12月 講談社         |
| 第29回（2008年） | 候補 | 恒川光太郎   | 『秋の牢獄』                   | 2007年10月 角川書店       |
| 第29回（2008年） | 候補 | 中島京子     | 『冠・婚・葬・祭』             | 2007年9月 筑摩書房        |
| 第29回（2008年） | 候補 | 山田深夜     | 『電車屋赤城』                 | 2007年4月 角川書店        |
| 第30回（2009年） | 受賞 | 朝倉かすみ   | 『田村はまだか』               | 2008年2月 光文社          |
| 第30回（2009年） | 受賞 | 柳広司       | 『ジョーカー・ゲーム』         | 2008年8月 角川書店        |
| 第30回（2009年） | 候補 | 貴志祐介     | 『新世界より』【上下】         | 2008年1月 講談社          |
| 第30回（2009年） | 候補 | 道尾秀介     | 『カラスの親指』               | 2008年7月 講談社          |
| 第30回（2009年） | 候補 | 百田尚樹     | 『BOX!』                       | 2008年7月 太田出版        |
| 第30回（2009年） | 候補 | 和田竜       | 『忍びの国』                   | 2008年5月 新潮社          |

### 第31回から第40回
| 回（年）         | 賞   | 受賞・候補者 | 受賞・候補作                    | 刊行                    |
| ---------------- | ---- | ------------ | ------------------------------- | ----------------------- |
| 第31回（2010年） | 受賞 | 池井戸潤     | 『鉄の骨』                      | 2009年10月 講談社       |
| 第31回（2010年） | 受賞 | 冲方丁       | 『天地明察』                    | 2009年11月 角川書店     |
| 第31回（2010年） | 候補 | 辻村深月     | 『ゼロ、ハチ、ゼロ、ナナ。』    | 2009年9月 講談社        |
| 第31回（2010年） | 候補 | 中路啓太     | 『己惚れの砦』                  | 2009年8月 講談社        |
| 第31回（2010年） | 候補 | 平山夢明     | 『ダイナー』                    | 2009年10月 ポプラ社     |
| 第31回（2010年） | 候補 | 道尾秀介     | 『龍神の雨』                    | 2009年5月 新潮社        |
| 第32回（2011年） | 受賞 | 辻村深月     | 『ツナグ』                      | 2010年10月 新潮社       |
| 第32回（2011年） | 候補 | 伊東潤       | 『戦国鬼譚 惨』                 | 2010年5月 講談社        |
| 第32回（2011年） | 候補 | 海堂尊       | 『ブレイズメス1990』            | 2010年7月 講談社        |
| 第32回（2011年） | 候補 | 貴志祐介     | 『悪の教典』【上下】            | 2010年7月 文藝春秋      |
| 第32回（2011年） | 候補 | 富樫倫太郎   | 『早雲の軍配者』                | 2010年2月 中央公論新社  |
| 第32回（2011年） | 候補 | 百田尚樹     | 『錨を上げよ』【上下】          | 2010年11月 講談社       |
| 第33回（2012年） | 受賞 | 西村健       | 『地の底のヤマ』                | 2011年12月 講談社       |
| 第33回（2012年） | 候補 | 桜木紫乃     | 『ラブレス』                    | 2011年8月 新潮社        |
| 第33回（2012年） | 候補 | 高野和明     | 『ジェノサイド』                | 2011年3月 角川書店      |
| 第33回（2012年） | 候補 | 三羽省吾     | 『Junk』                        | 2011年11月 双葉社       |
| 第33回（2012年） | 候補 | 吉川永青     | 『戯史三國志 我が槍は覇道の翼』 | 2011年9月 講談社        |
| 第34回（2013年） | 受賞 | 伊東潤       | 『国を蹴った男』                | 2012年10月 講談社       |
| 第34回（2013年） | 受賞 | 月村了衛     | 『機龍警察 暗黒市場』           | 2012年9月 早川書房      |
| 第34回（2013年） | 候補 | 有川浩       | 『旅猫リポート』                | 2012年11月 文藝春秋     |
| 第34回（2013年） | 候補 | 畠中恵       | 『けさくしゃ』                  | 2012年11月 新潮社       |
| 第34回（2013年） | 候補 | 畑野智美     | 『海の見える街』                | 2012年12月 講談社       |
| 第35回（2014年） | 受賞 | 和田竜       | 『村上海賊の娘』【上下】        | 2013年10月 新潮社       |
| 第35回（2014年） | 候補 | 恒川光太郎   | 『金色機械』                    | 2013年10月 文藝春秋     |
| 第35回（2014年） | 候補 | 畑野智美     | 『南部芸能事務所』              | 2013年6月 講談社        |
| 第35回（2014年） | 候補 | 真山仁       | 『グリード』【上下】            | 2013年10月 講談社       |
| 第35回（2014年） | 候補 | 薬丸岳       | 『友罪』                        | 2013年5月 集英社        |
| 第36回（2015年） | 受賞 | 西條奈加     | 『まるまるの毬』                | 2014年6月 講談社        |
| 第36回（2015年） | 候補 | 千早茜       | 『男ともだち』                  | 2014年5月 文藝春秋      |
| 第36回（2015年） | 候補 | 堂場瞬一     | 『警察回りの夏』                | 2014年9月 集英社        |
| 第36回（2015年） | 候補 | 葉真中顕     | 『絶叫』                        | 2014年10月 光文社       |
| 第36回（2015年） | 候補 | 吉川永青     | 『誉れの赤』                    | 2014年6月 講談社        |
| 第37回（2016年） | 受賞 | 薬丸岳       | 『Aではない君と』               | 2015年9月 講談社        |
| 第37回（2016年） | 候補 | 須賀しのぶ   | 『革命前夜』                    | 2015年3月 文藝春秋      |
| 第37回（2016年） | 候補 | 中脇初枝     | 『世界の果てのこどもたち』      | 2015年6月 講談社        |
| 第37回（2016年） | 候補 | 本城雅人     | 『トリダシ』                    | 2015年7月 文藝春秋      |
| 第37回（2016年） | 候補 | 湊かなえ     | 『リバース』                    | 2015年5月 講談社        |
| 第37回（2016年） | 候補 | 柚月裕子     | 『孤狼の血』                    | 2015年8月 KADOKAWA      |
| 第38回（2017年） | 受賞 | 本城雅人     | 『ミッドナイト・ジャーナル』    | 2016年2月 講談社        |
| 第38回（2017年） | 受賞 | 宮内悠介     | 『彼女がエスパーだったころ』    | 2016年4月 講談社        |
| 第38回（2017年） | 候補 | 芦沢央       | 『許されようとは思いません』    | 2016年6月 新潮社        |
| 第38回（2017年） | 候補 | 木下昌輝     | 『天下一の軽口男』              | 2016年4月 幻冬舎        |
| 第38回（2017年） | 候補 | 塩田武士     | 『罪の声』                      | 2016年8月 講談社        |
| 第38回（2017年） | 候補 | 葉真中顕     | 『コクーン』                    | 2016年10月 光文社       |
| 第39回（2018年） | 受賞 | 佐藤究       | 『Ank: a mirroring ape』        | 2017年8月 講談社        |
| 第39回（2018年） | 候補 | 伊吹有喜     | 『彼方の友へ』                  | 2017年11月 実業之日本社 |
| 第39回（2018年） | 候補 | 小川哲       | 『ゲームの王国』                | 2017年8月 早川書房      |
| 第39回（2018年） | 候補 | 呉勝浩       | 『白い衝動』                    | 2017年1月 講談社        |
| 第39回（2018年） | 候補 | 澤田瞳子     | 『火定』                        | 2017年11月 PHP研究所    |
| 第40回（2019年） | 受賞 | 塩田武士     | 『歪んだ波紋』                  | 2018年8月 講談社        |
| 第40回（2019年） | 受賞 | 藤井太洋     | 『ハロー・ワールド』            | 2018年10月 講談社       |
| 第40回（2019年） | 候補 | 呉勝浩       | 『マトリョーシカ・ブラッド』    | 2018年7月 徳間書店      |
| 第40回（2019年） | 候補 | 武田綾乃     | 『その日、朱音は空を飛んだ』    | 2018年11月 幻冬舎       |
| 第40回（2019年） | 候補 | 三秋縋       | 『君の話』                      | 2018年7月 早川書房      |

### 第41回から
| 回（年）         | 賞   | 受賞・候補者 | 受賞・候補作                   | 刊行                 |
| ---------------- | ---- | ------------ | ------------------------------ | -------------------- |
| 第41回（2020年） | 受賞 | 今村翔吾     | 『八本目の槍』                 | 2019年7月 新潮社     |
| 第41回（2020年） | 受賞 | 呉勝浩       | 『スワン』                     | 2019年10月 KADOKAWA  |
| 第41回（2020年） | 候補 | 相沢沙呼     | 『medium 霊媒探偵城塚翡翠』    | 2019年9月 講談社     |
| 第41回（2020年） | 候補 | 伊岡瞬       | 『不審者』                     | 2019年9月 集英社     |
| 第41回（2020年） | 候補 | 凪良ゆう     | 『流浪の月』                   | 2019年8月 東京創元社 |
| 第41回（2020年） | 候補 | 平岡陽明     | 『ロス男』                     | 2019年10月 講談社    |
| 第42回（2021年） | 受賞 | 加藤シゲアキ | 『オルタネート』               | 2020年11月 新潮社    |
| 第42回（2021年） | 受賞 | 武田綾乃     | 『愛されなくても別に』         | 2020年8月 講談社     |
| 第42回（2021年） | 候補 | 芦沢央       | 『汚れた手をそこで拭かない』   | 2020年9月 文藝春秋   |
| 第42回（2021年） | 候補 | 辻堂ゆめ     | 『十の輪をくぐる』             | 2020年12月 小学館    |
| 第42回（2021年） | 候補 | 寺地はるな   | 『水を縫う』                   | 2020年5月 集英社     |
| 第42回（2021年） | 候補 | 野﨑まど     | 『タイタン』                   | 2020年4月 講談社     |
| 第43回（2022年） | 受賞 | 一穂ミチ     | 『スモールワールズ』           | 2021年4月 講談社     |
| 第43回（2022年） | 受賞 | 小田雅久仁   | 『残月記』                     | 2021年11月 双葉社    |
| 第43回（2022年） | 候補 | 浅倉秋成     | 『六人の嘘つきな大学生』       | 2021年3月 KADOKAWA   |
| 第43回（2022年） | 候補 | 五十嵐律人   | 『原因において自由な物語』     | 2021年7月 講談社     |
| 第43回（2022年） | 候補 | 葉真中顕     | 『灼熱』                       | 2021年9月 新潮社     |
| 第44回（2023年） | 受賞 | 蝉谷めぐ実   | 『おんなの女房』               | 2022年1月 KADOKAWA   |
| 第44回（2023年） | 候補 | 安壇美緒     | 『ラブカは静かに弓を持つ』     | 2022年5月 集英社     |
| 第44回（2023年） | 候補 | 長浦京       | 『プリンシパル』               | 2022年7月 新潮社     |
| 第44回（2023年） | 候補 | 凪良ゆう     | 『汝、星のごとく』             | 2022年8月 講談社     |
| 第44回（2023年） | 候補 | 夕木春央     | 『方舟』                       | 2022年9月 講談社     |
| 第45回（2024年） | 受賞 | 藤岡陽子     | 『リラの花咲くけものみち』     | 2023年7月 光文社     |
| 第45回（2024年） | 候補 | 多崎礼       | 『レーエンデ国物語』           | 2023年6月 講談社     |
| 第45回（2024年） | 候補 | 武内涼       | 『厳島』                       | 2023年4月 新潮社     |
| 第45回（2024年） | 候補 | 斜線堂有紀   | 『回樹』                       | 2023年3月 早川書房   |
| 第45回（2024年） | 候補 | 荒木あかね   | 『ちぎれた鎖と光の切れ端』     | 2023年8月 講談社     |
| 第46回（2025年） | 受賞 | 荻堂顕       | 『飽くなき地景』               | 2024年10月 KADOKAWA  |
| 第46回（2025年） | 受賞 | 坂崎かおる   | 『箱庭クロニクル』             | 2024年11月 講談社    |
| 第46回（2025年） | 候補 | 伊吹有喜     | 『娘が巣立つ朝』               | 2024年5月 文藝春秋   |
| 第46回（2025年） | 候補 | 潮谷験       | 『伯爵と三つの棺』             | 2024年7月 講談社     |
| 第46回（2025年） | 候補 | 町田そのこ   | 『ドヴォルザークに染まるころ』 | 2024年11月 光文社    |

## 選考委員
- 第1回 - 第17回：井上ひさし、尾崎秀樹、佐野洋、野坂昭如、半村良
- 第18回 - 第19回：阿刀田高、井上ひさし、尾崎秀樹、野坂昭如、半村良
- 第20回：阿刀田高、井上ひさし、北方謙三、野坂昭如、林真理子
- 第21回 - 第25回：浅田次郎、阿刀田高、伊集院静、北方謙三、高橋克彦、林真理子
- 第26回 - 第33回：浅田次郎、伊集院静、大沢在昌、高橋克彦、宮部みゆき
- 第34回 - 第35回 ：浅田次郎、伊集院静、大沢在昌、恩田陸、京極夏彦、高橋克彦
- 第36回 - 第38回 ：伊集院静、大沢在昌、恩田陸、京極夏彦、高橋克彦
- 第39回 - 第42回 ：伊集院静、大沢在昌、恩田陸、京極夏彦、重松清
- 第43回：伊集院静、大沢在昌、恩田陸、京極夏彦、辻村深月
- 第44回 -：朝井まかて、大沢在昌、京極夏彦、辻村深月、村山由佳